# Теорема Дена
Теорема Дена — теорема о разрезании прямоугольника, сформулированная Максом Деном в 1900 году.

## Формулировка
Если прямоугольник разрезан на квадраты (не обязательно равные), то отношение его сторон рационально.

## История
В августе 1900 года в Париже состоялся Второй Международный Математический Конгресс. На нём немецкий математик Давид Гильберт представил 23 проблемы, которые он считал наиболее актуальными для математики XX века.
Быстрее всего была решена третья проблема Максом Деном, студентом Гильберта, в том же 1900 году. Она звучит так: являются ли куб и правильный тетраэдр
равного объема равносоставленными (т.е. можно ли куб разрезать на несколько многогранников и сложить из них правильный тетраэдр того же объема)? М. Ден
доказал, что такое разрезание невозможно. Для доказательства он ввёл понятие
инвариант Дена. После решения третьей проблемы Гильберта М. Ден в 1903 году
сформулировал теорему о разрезании прямоугольника, в доказательстве которой он использовал свой инвариант.

## Доказательства
Доказательство М. Дена было довольно сложным и запутанным. Впоследствии появились и другие, более простые доказательства. Например, в 1940 году четыре студента Р. Л. Брукс, К. А. Б. Смит, А. Г. Стоун и У. Т. Татт привели доказательство, основанное на физической интерпретации, использующей электрические цепи (найдя заодно первое нетривиальное квадрирование квадрата). Стоит отметить элементарное доказательство И. М. Яглома, в котором он использовал метод решения системы линейных уравнений. Также было известно неэлементарное доказательство теоремы Дена с помощью базиса Гамеля. Для этого обобщается понятие площади так, чтобы площадь прямоугольника с иррациональным отношением сторон стала отрицательной, а площади квадратов оставались неотрицательными. Фёдор Шаров перевел данное доказательство на элементарный язык.